# August Borsig
August Borsig (Breslavia, 23 giugno 1804 – Berlino, 6 luglio 1854) è stato un imprenditore tedesco, fondatore della fabbrica Borsig.

## Biografia
Nacque dal corazziere del reggimento von Dolff e falegname di camini Johann George Borsig, ricevette un'istruzione come falegname e imparò l'arte presso la Bauhandwerksschule di Breslavia.
Frequenta l'istituto Königliche Gewerbeinstitut di Berlino sotto la guida di Christian Peter Wilhelm Beuth. Il diploma lo consegue nel settembre 1825 in costruzione di macchine con un tirocinio presso la Neuen Berliner Eisengießerei di Franz Anton Egells. Egells nonostante i non buoni certificati scolastici, mostratigli da Borsig, conseguiti in chimica, come tecnico era difficile da impiegare e soprattutto per impieghi militari, lo assunse. Uno dei suoi primi compiti fu la costruzione di una macchina a vapore a Waldenburg, Slesia. Borsig, forte del successo ottenuto, con contratto del 1º luglio 1827 diventa fattore (direttore) per otto anni con un introito di 300 Talleri. Nel 1828 sposa Louise Pahl, un anno più tardi ebbero il figlio Albert.

### Fondazione della Borsig

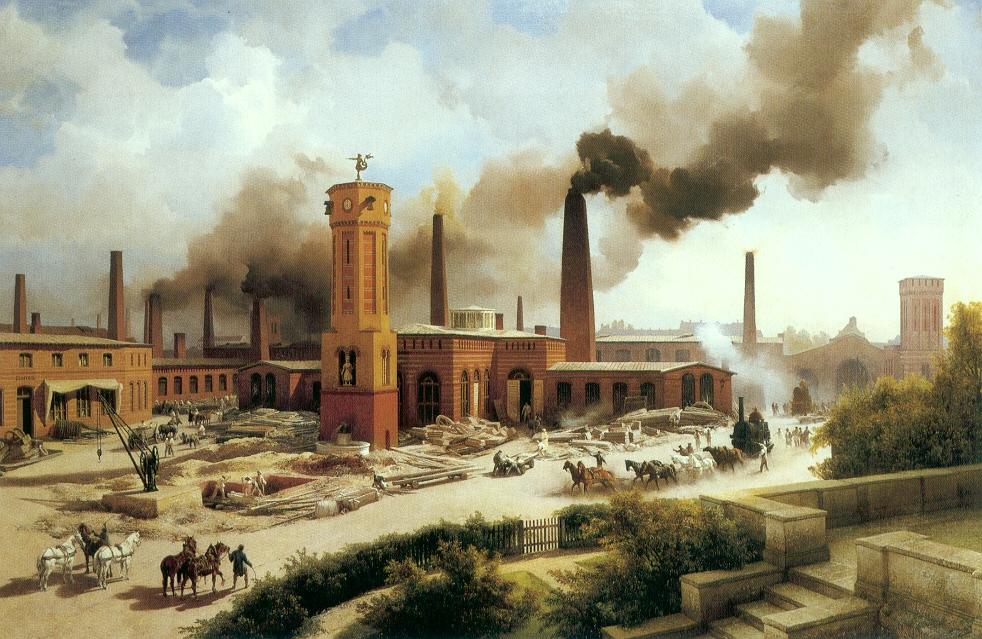
Il complesso industriale Borsig nel 1847

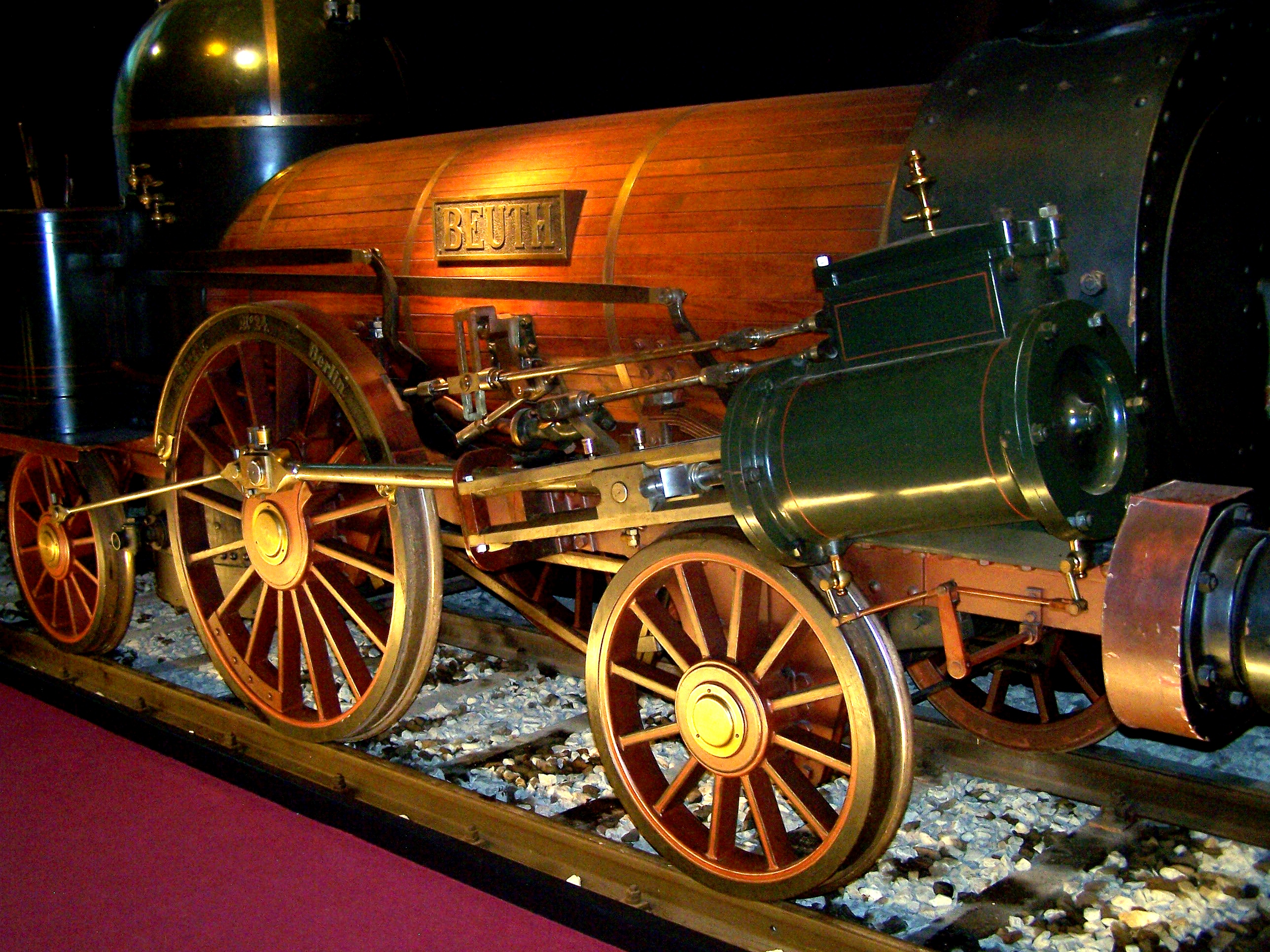
La Beuth, la prima locomotiva prodotta in Germania

Nel 1836 Borsig fondò un'officina meccanica vicino al Chausseestraße presso Oranienburger Tor, con l'approvazione del Königliche Polizeipräsidium per la costruzione di fabbricato in legno del 7 ottobre 1836. La fondazione avvenne il 22 luglio 1837, giorno della prima fusione dei fermi per rotaia per la ferrovia Berlino-Potsdam.
Nell'ideare e costruire macchine a vapore per scopi diversi e altre aziende, Borsig si specializza nella fusione e lavorazione di particolari per locomotive e linee ferrate. Il primo fermo per rotaia viene realizzato il 24 luglio 1841 e consegnato il 24 agosto 1841 alla Berlin-Anhaltischen Eisenbahn-Gesellschaft. Dopo la lunga ricerca e sviluppo del 1816–1817 con la Dampfwagen der Königlichen Eisengießerei Berlin e la locomotiva a vapore di Georg Leopold Ludwig Kufahl (consegnata 1840) fu questa la prima di quattro esemplari costruiti e la seconda locomotiva di Germania. Contribuì alla realizzazione anche Friedrich Wöhlert (1797–1877), capomastro alla Borsig e all'epoca amico di Egell.
Nel 1842 ne vennero costruite otto e nel 1843 dieci per gli Stati Uniti d'America per le ferrovie prussiane, e nel 1844 Borsig presentò la sua 24ª locomotiva, denominata Beuth, all'Esposizione industriale di Berlino.
L'azienda Borsig si espanse velocemente, data la costruzione continua di linee ferroviarie tedesche. Nel 1847 inizia la costruzione del sito produttivo di Berlino-Moabit, completato nel 1849. Nel 1850 viene acquistata anche una fonderia e officina meccanica a Moabiter Kirchstraße. I tre siti di Berlino occuparono fino a 1.800 uomini, facendone all'epoca una grossa azienda.
Borsig divenne un nome noto e solido già sul finire degli anni '40 del XIX secolo e la crisi del 1848-1852 non scalfì la solidità dell'azienda. Nel 1854 venne consegnata la 500ª locomotiva, e Borsig fu nominato nel consiglio del commercio Kommerzienrat.

## Borsig come uomo

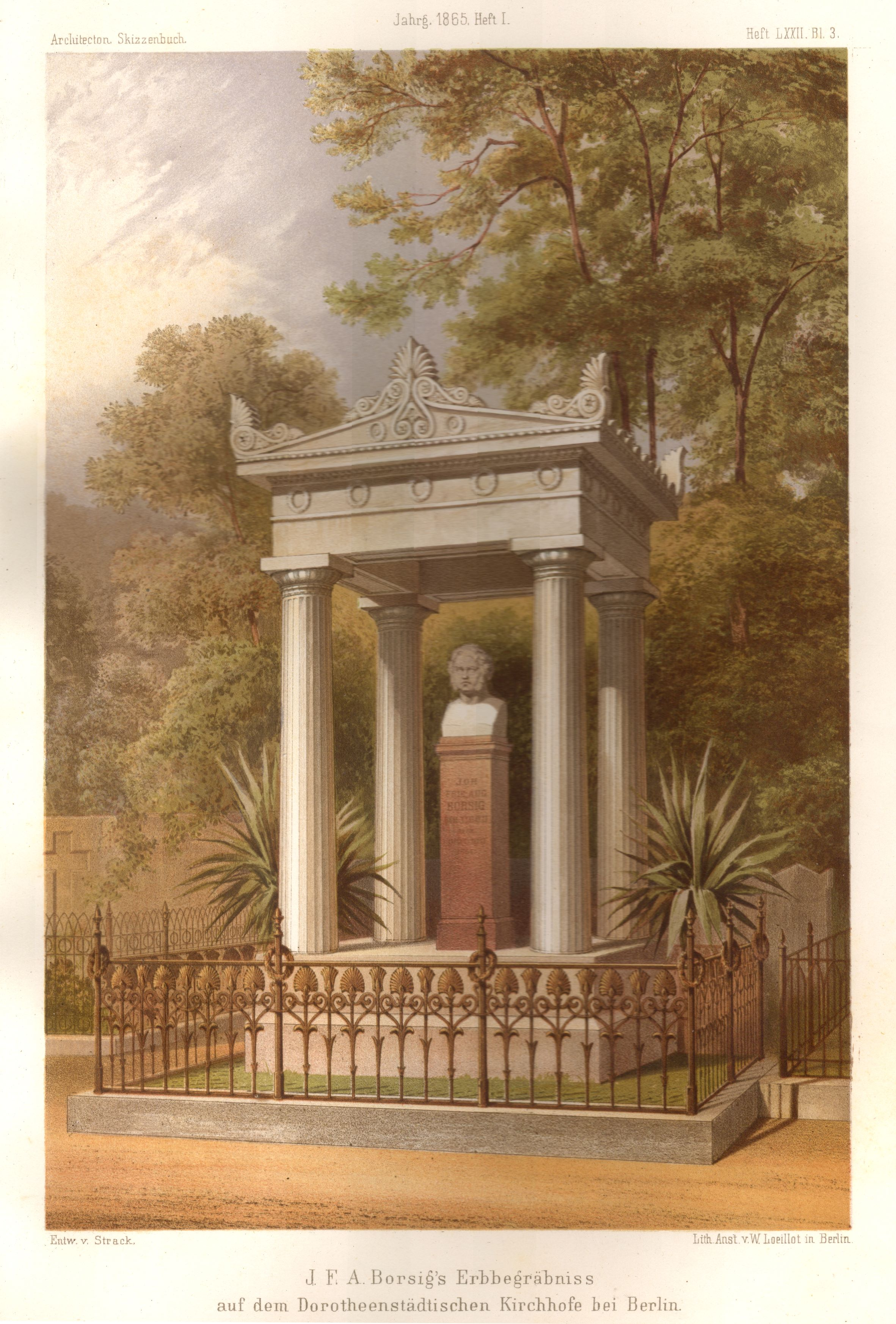
Mausoleo Borsig presso il Dorotheenstädtischen Friedhof, opera di Heinrich Strack

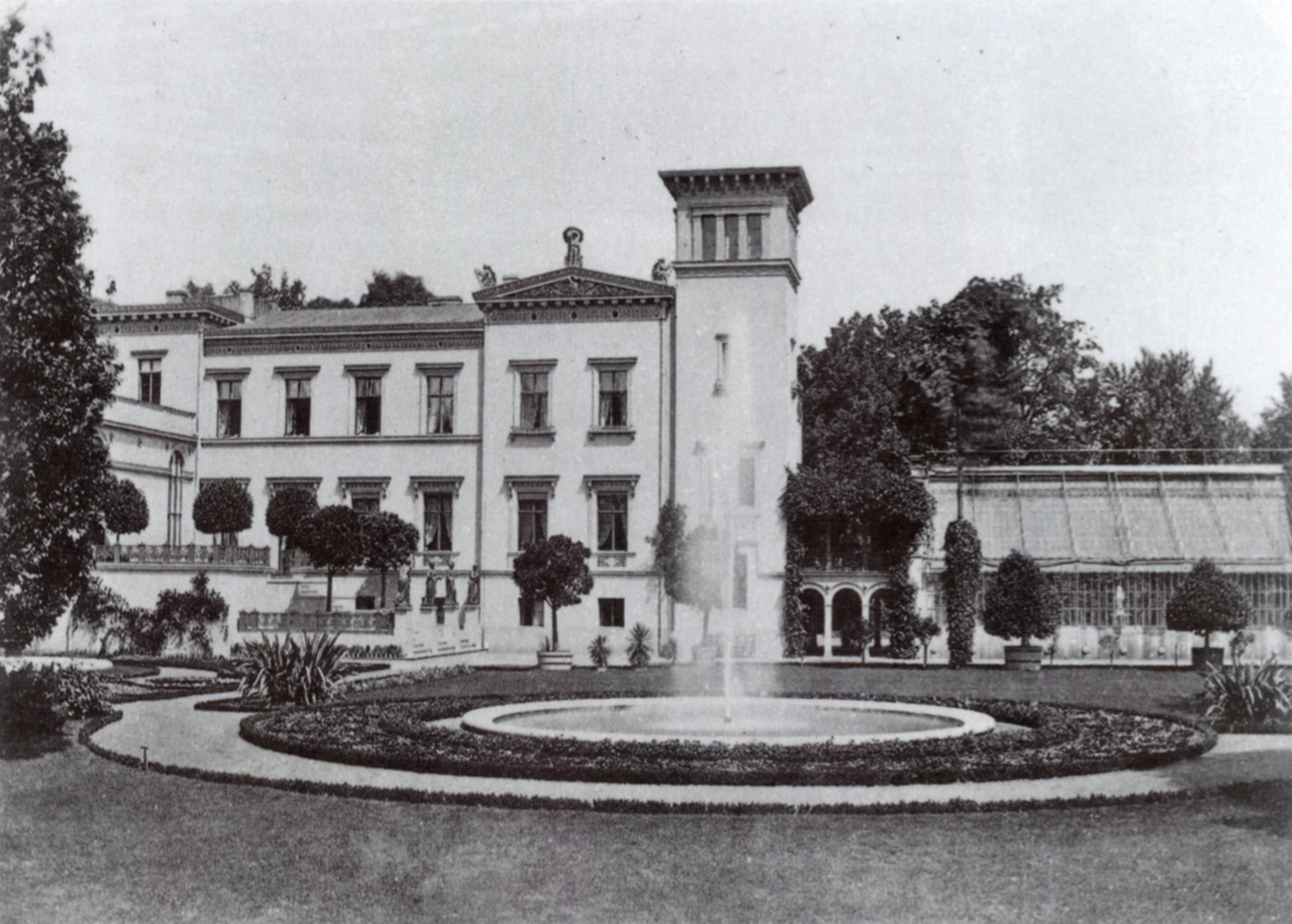
Villa Borsig a Berlin-Moabit, prima del 1867

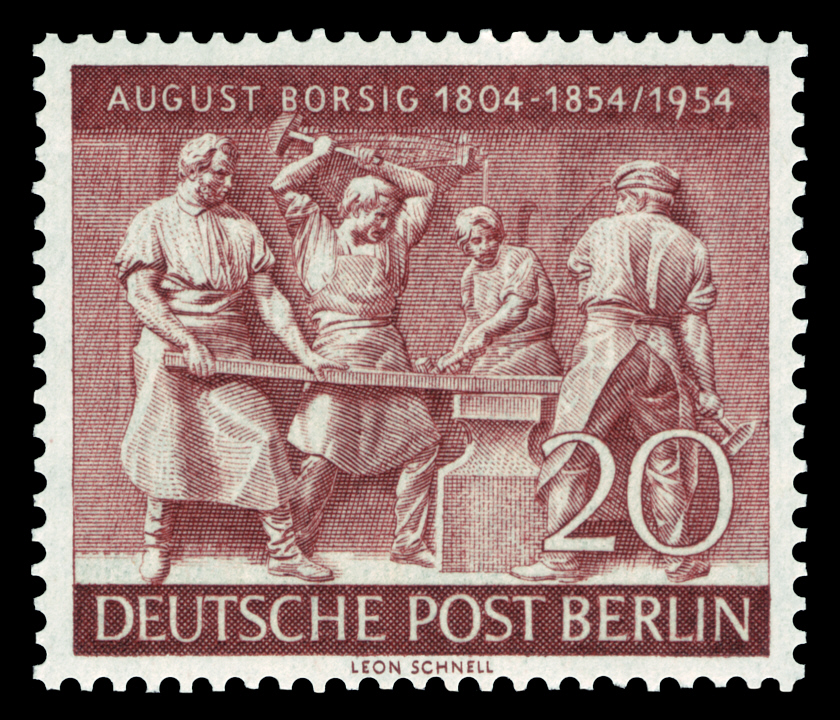
Francobollo del 1954, per il centenario della morte di Borsig

Il successo dell'azienda portò Borsig a essere uno degli uomini più ricchi con origini umili da Breslavia. Diventò un mecenate per molti artisti del periodo. August Borsig passò per essere molto rigoroso in azienda ma anche molto gioioso nella vita privata. Per i propri collaboratori fondò una cassa mutua, un'assicurazione sulla vita e una Sparkasse, oltre ad altre attività ricreative.
Fece costruire una villa di famiglia a Berlin-Moabit, la Villa Borsig. Villa Borsig è attualmente Borsig-Villa Reiherwerder.

## Onorificenze
- 1854: Geheimer Kommerzienrat
- La Borsigplatz a Dortmund è intitolata dal figlio August Julius Albert Borsig